# Châteauneuf-Val-Saint-Donat
Châteauneuf-Val-Saint-Donat é uma comuna francesa na região administrativa da Provença-Alpes-Costa Azul, no departamento dos Alpes da Alta Provença. Estende-se por uma área de 21,1 km². Em 2010 a comuna tinha 517 habitantes (densidade: 24,5 hab./km²).